# Дубовка (Быховский район)
Дубо́вка (бел. Дубоўка) — деревня в составе Лудчицкого сельсовета Быховского района Могилёвской области Республики Беларусь.

## Население
- 2010 год — 9 человек
- 2022 год - 0 человек